# Landesjugendorchester Baden-Württemberg

Logo des LJO BW

Das Landesjugendorchester Baden-Württemberg (LJO BW) ist ein 1972 gegründetes Sinfonieorchester, das musikalische Nachwuchstalente in Baden-Württemberg fördert. Die Mitglieder qualifizieren sich durch ein Probespiel. Träger des Orchesters ist der Landesverband der Musikschulen Baden-Württembergs.

## Geschichte

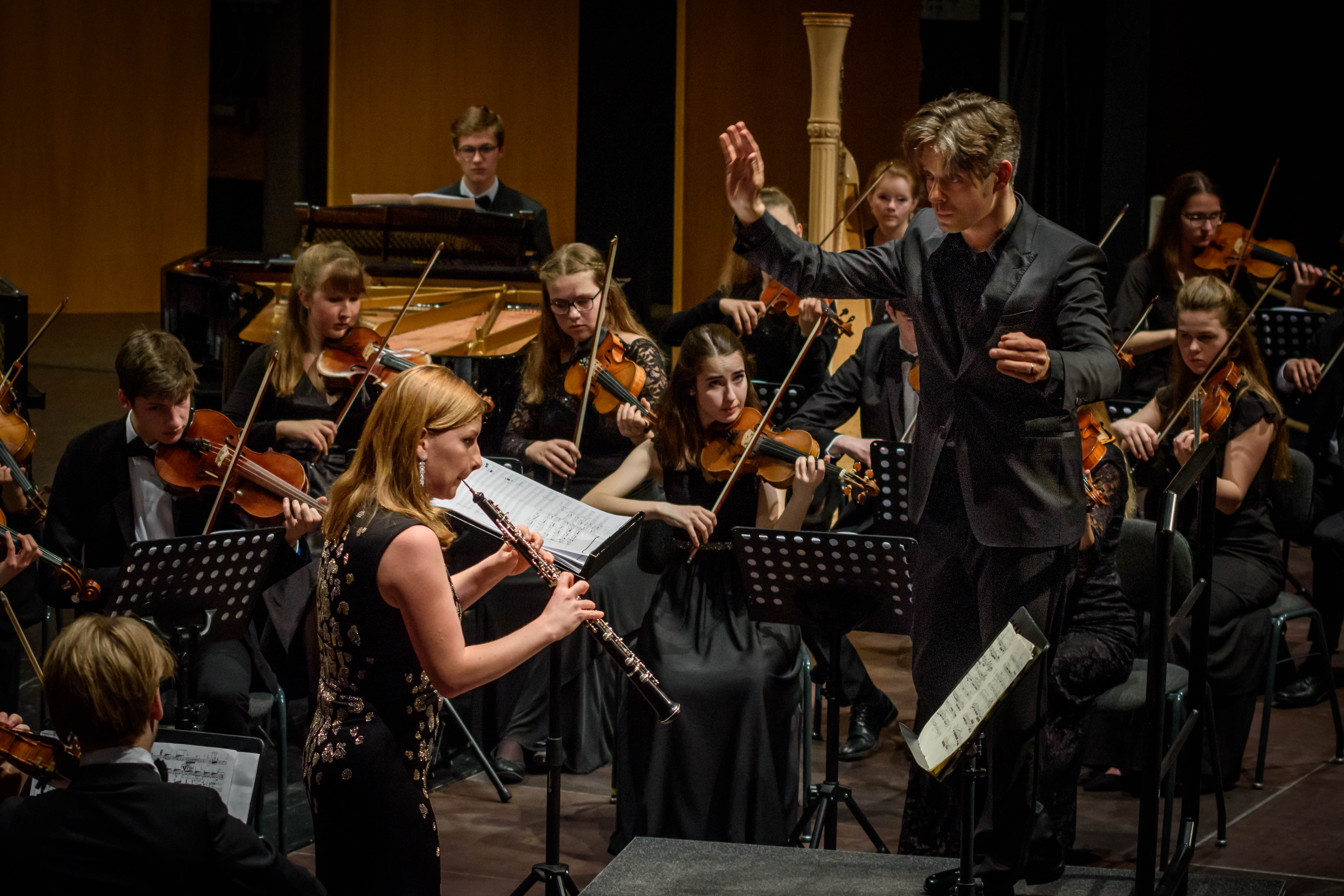
Céline Moinet und das LJO BW unter der Leitung von Joseph Bastian

Das Landesjugendorchester Baden-Württemberg wurde 1972 von Klaus Matakas und Dietmar Mantel als erweiterte Musikschulsinfonieorchester der Städtischen Musikschule Lahr gegründet. 
Bis 2014 stand Christoph Wyneken dem Orchester als ständiger Künstlerischer Leiter vor. Seit 2014 arbeitet das Orchester mit wechselnden Gastdirigenten, die die jungen Musiker im Alter von 13 bis 20 Jahren anleiten. Künstlerischer Berater des Orchesters ist seit 2014 Johannes Klumpp. Als Gastdirigenten waren unter anderem Nicolás Pasquet, David Afkham, Hermann Bäumer, Hannes Krämer, Johannes Klumpp und Christoph Altstaedt tätig. Solisten wie Simon Höfele, Felix Klieser, Kersten McCall, Tabea Zimmermann, Reinhold Friedrich, Boris Faust, Benedict Kloeckner und Franziska Hölscher waren mit dem Orchester auf Tournee.
Die Aufnahme ins Landesjugendorchester Baden-Württemberg erfolgt über ein Probespiel. Nach dessen Bestehen erhalten die Nachwuchsmusiker während der zweimal jährlich stattfindenden Arbeitsphasen die Möglichkeit, mit bekannten Dirigenten, Solisten und Dozenten zusammenzuarbeiten und die musikalischen Ergebnisse auf  Konzerttourneen zu präsentieren. Während der Arbeitsphasen erarbeitet das Orchester anspruchsvolle Werke der klassischen, romantischen und modernen Orchesterliteratur.
Die Finanzierung erfolgt über das Land Baden-Württemberg, den Sparkassenverband Baden-Württemberg sowie über Konzerteinnahmen und Teilnehmerbeiträge. Darüber hinaus wird das Orchester durch den Förderverein und die Stiftung zur Förderung des Landesjugendorchesters Baden-Württemberg unterstützt.

## Auszeichnungen

Urkunde des Europäischen Jugendorchesterpreis 2008 an das LJO BW

### Preise
- Europäischer Jugendorchesterpreis der Stiftung „Pro Europa“ am 2. November 2008[2]
- Leonberger Jugendmusikpreis, 27 Mal in Folge, zuletzt im Jahr 2010

### Nominierungen
- Kulturmarken-Award 2008 (präsentiert vom KulturSPIEGEL) – eine der „Trendmarke des Jahres 2008“ (als erstes Jugendorchester überhaupt)[3]

- Kulturmarken-Award 2015 – „europäische Bildungsprogramm des Jahres 2015“ mit dem Sonderprojekt Apollo 18 – Musiktheater im Jugendknast